# Hultanäs och Svartarp
Hultanäs och Svartarp var en av SCB avgränsad och namnsatt småort i Vetlanda kommun i Jönköpings län. Småorten omfattade bebyggelse i Hultanäs och Svartarp i Näshults socken med en mindre del i Uppvidinge kommun i Kronobergs län. Småort fanns till år 2010, därefter existerar ingen bebyggelseenhet med detta namn.
Hultanäs station ligger vid Växjö–Åseda–Hultsfreds Järnväg, som sommartid trafikeras av rälsbussar av Föreningen Smalspåret Växjö-Västervik på sträckan Åseda–Virserum..